# کلوپنبورگ (ناحیه)
کلوپنبورگ (به آلمانی: Landkreis Cloppenburg) یک ناحیه در آلمان است که در نیدرزاکسن واقع شده‌است. کلوپنبورگ ۱۵۴٬۵۵۹ نفر جمعیت دارد.